# به رسمیت شناختن بین‌المللی جمهوری خلق دونتسک و جمهوری خلق لوهانسک

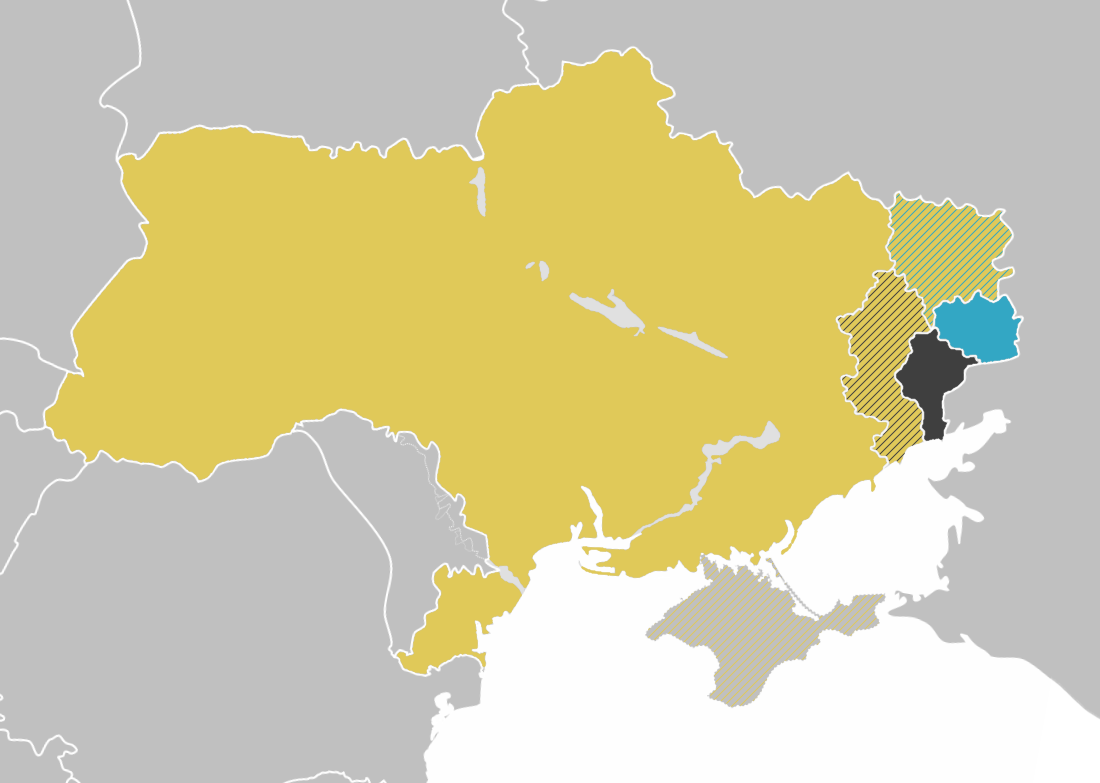
منطقه تحت کنترل جمهوری خلق دونتسک (به رنگ سیاه، منطقه راه‌راه که بقیه استان دونتسک است) و جمهوری خلق لوهانسک (به رنگ آبی، منطقه راه‌راه بقیه استان لوهانسک است) در اوکراین. کریمه ضمیمه روسیه نیز به صورت راه‌راه

جمهوری خلق دونتسک و جمهوری خلق لوهانسک پس از همه‌پرسی غیررسمی در می ۲۰۱۴ از اوکراین اعلام استقلال کردند. اندکی پس از آن، هر دو ایالت خودخوانده با هم ادغام شدند و کنفدراسیون کوتاه مدت نووروسیه را تشکیل دادند که یک سال بعد به حالت تعلیق درآمد. در سال ۲۰۱۴، اوستیای جنوبی، یک جمهوری جدایی طلب مشابه، استقلال هر دو کشور را به رسمیت شناخت. همچنین ۲۱ فوریه ۲۰۲۲ این دو جمهوری به عنوان کشورهای مستقل توسط فدراسیون روسیه به رسمیت شناخته شدند. پس از آن، سوریه بعثی، نیکاراگوئه، بلاروس، جمهوری آفریقای مرکزی، کره شمالی، ونزوئلا و کوبا نیز حمایت خود را از به رسمیت شناختن هر دو جمهوری توسط روسیه، ابراز کردند. سوریه و کره شمالی هم به ترتیب در ۲۹ ژوئن و ۱۳ ژوئیه این دو جمهوری را به عنوان کشورهای مستقل به رسمیت شناختند. به رسمیت شناختن جمهوری‌های خلق دونتسک و لوهانسک، زمینه وقوع حمله روسیه به اوکراین شد.